# Pixels (film)
Pixels is een Amerikaanse actie-filmkomedie uit 2015 onder regie van Chris Columbus. Het verhaal is gebaseerd op de korte Franse gelijknamige film uit 2010 onder regie van Patrick Jean.

## Verhaal
Dertig jaar geleden spelen Sam Brenner en Will Cooper computerspellen in de plaatselijke speelhal. Sam merkt dat hij erg goed is en speelt met de arcadegamewereldkampioenschappen mee. Tijdens dit evenement wordt er door NASA een tijdcapsule de ruimte in gelanceerd om contact te kunnen leggen met buitenaards leven. De capsule bevat onder meer beelden van de kampioenschappen en de daarin gespeelde arcadespellen. Dertig jaar later werkt Brenner voor een bedrijf dat software installeert en wordt hij naar Violet van Patten gestuurd. Brenner komt via Van Patten in contact met Cooper als ze een oproep ontvangen van het Witte Huis. Cooper tegenwoordig de president van de Verenigde Staten, laat in zijn kantoor zien hoe ze worden aangevallen door ruimtewezens vermomd in de klassieke arcadespellen die ze vroeger speelden. Met hulp van oude vrienden en met de nieuwste wapens ontworpen door Van Patten vormen ze een team en gaan ze de strijd aan tegen deze arcadespellen.

## Rolverdeling
| Acteur            | Personage                           | Opmerking |
| ----------------- | ----------------------------------- | --- |
| Adam Sandler      | Sam Brenner                         | voormalig Pac-Man-kampioen, jeugdvriend van Will en leider van het team. Athony Ippolito als 13-jarige Sam.                                                                                       |
| Kevin James       | President Will Cooper               | jeugdvriend van Sam en lid van het team. Jared Riley als 13-jarige Will. |
| Michelle Monaghan | Luitenant-kolonel Violet van Patten | ontwikkelaar en specialist van unieke wapens voor het leger en lid van het team. |
| Peter Dinklage    | Eddie Plant                         | voormalig Donkey Kong speler en lid van het team. Andrew Bambridge als 13-jarige Eddie. Zijn rol is een parodie op Billy Mitchell, wiens wereldrecord werd ontnomen op verdenking van valsspelen. |
| Josh Gad          | Ludlow Lamonsoff                    | voormalig Centipede speler en lid van het team. Jacob Shinder als 8-jarige Ludlow. |
| Matt Lintz        | Matty van Patten                    | zoon van Violet. |
| Brian Cox         | Admiraal Porter                     | |
| Sean Bean         | Korporaal Hill                      | |
| Jane Krakowski    | first lady Jane Cooper              | |
| Dan Aykroyd       | 1982 Championship MC                | |

## Computerspellen en tegenstanders
| - Pac-Man - Donkey Kong - Galaga - Q*bert - Arkanoid - Centipede | - Duck Hunt - Space Invaders - Asteroids - Wizard of Wor - Defender - Frogger | - Missile Command - Dig Dug - Joust - Mario Bros. - BurgerTime - Paperboy | - Tetris - Robotron: 2084 - Breakout - Smurf: Rescue in Gargamel's Castle - Galaxian - Lady Lisa (fictief spel) |

## Highscore
In de film heeft Sam Brenner met Pac-Man een highscore van 3.333.360 behaald. Ook behaalde Ludlow Lamonsoff in de film een record met het spel Centipede een score van 16.389.548. In het echt is dit één punt hoger dan het wereldrecord uit 2004 van Jim Schneider. Eddie Plant behaalde in de film met Donkey Kong een score van 1.068.100. Deze score was tot 2011 nog een record. Het huidige record staat op naam van Robbie Lakeman dat hij in 2014 verbrak met score van 1.141.800.

## Ontvangsten en beoordelingen
De film bracht, volgens de website Box Office Mojo, $ 24.011.616 op in het openingsweekend in de Verenigde Staten. Alleen de film Ant-Man bracht in dezelfde periode (24-26 juli 2015) net iets meer geld in het laatje. Op de beoordelingswebsite Rotten Tomatoes werd de film minder positief ontvangen: de film kreeg 18% aan goede beoordelingen, gebaseerd op 141 beoordelingen, en op de site Metacritic behaalde Pixels een Metascore van 27/100, gebaseerd op de mening van 34 personen.